# Vladimir Gvozdariki
Vladimir Gvozdariki (también conocido como Vladimir Gvozdez, Moscú, 1966) es un pintor y tallador ruso. Se graduó en la Academia Rusa de Artes en 1989.

## Biografía
Nacido en Moscú en 1966, Gvozdariki mostró desde temprana edad una inclinación por el dibujo y las artes plásticas. Se graduó en la prestigiosa Academia Rusa de Artes en 1989, donde recibió una formación académica en pintura, escultura y diseño.
Tras finalizar sus estudios, inició su carrera profesional como diseñador de interiores y gráfico, aplicando sus conocimientos artísticos al ámbito comercial. Sin embargo, su pasión por la pintura, cultivada desde la infancia, lo llevó a enfocarse cada vez más en su obra personal. En 1991 decidió emprender su camino como artista independiente, dedicándose principalmente a la pintura y al grabado.

## Obra
El estilo de Gvozdariki se caracteriza por una marcada tendencia ornamental, con composiciones ricas en detalle y simbolismo. A lo largo de los años ha explorado diversas técnicas y temáticas, aunque su obra más reconocida se inscribe dentro del movimiento steampunk, corriente artística que combina elementos de la estética victoriana con motivos de ciencia ficción retrofuturista.
Una de sus series más conocidas, titulada Maquinaria, integra complejos mecanismos, engranajes y estructuras imaginarias, fusionando el arte técnico con una sensibilidad casi poética. Estas obras reflejan una fascinación tanto por la ingeniería antigua como por el mito de las máquinas con alma.
Además de la pintura, Gvozdariki ha desarrollado una notable trayectoria en el arte de las muñecas y esculturas figurativas, donde invierte largas horas en la creación de criaturas encantadoras y enigmáticas. Estas piezas, a medio camino entre el juguete y la obra de arte, revelan una meticulosa atención al detalle y una fuerte carga expresiva, que las convierten en objetos de colección.